# Sorprese notturne
Sorprese notturne è una commedia in versi di Giuseppe Giacosa. Venne rappresentata per la prima volta al Teatro Gerbino di Torino il 21 gennaio 1875, dalla compagnia Bellotti-Bon.

## Trama
La vicenda ha luogo in campagna.
Sempronio è furioso perché si vuole costruire una ferrovia facendola passare su un prato di sua proprietà. Ordina alla serva Giustina di tenere lontano l'ingegner Dibruno, che dirige i lavori, perché teme di avere con lui un alterco.
Sempronio ha una piccola mania: vuole che Giustina, durante la notte, copra con una stuoia i fiori del giardino, per poi scoprirli al mattino, ma Giustina, troppo indaffarata, non trova il tempo di farlo.
Le figlie di Sempronio, Laura e Sofia, hanno trascorso una notte insonne, eccitate dalle letture a sfondo amoroso che stavano facendo. Entrambe, affacciatesi alla finestra della propria stanza, hanno visto nell'oscurità un uomo che sembrava corteggiarle facendo un inchino, e che poi è sparito. Si stanno raccontando l'episodio notturno, quando Giustina annuncia che l'ingegner Dibruno è in paese già da giorni, ma non è stato fatto avvicinare per evitare lo scontro con Sempronio. Laura e Sofia si convincono che il misterioso corteggiatore sia l'ingegnere, che avevano già conosciuto a Torino prima di trasferirsi in campagna per la villeggiatura; ciascuna di loro è convinta di essere l'oggetto delle sue attenzioni.
Laura, rimasta sola con Sempronio, riesce a convincerlo che è meglio vendere il prato e lasciare che si costruisca la ferrovia. Laura pensa in questo modo di guadagnare la riconoscenza dell'ingegnere. Quando Sofia viene a conoscenza dell'iniziativa della sorella si ingelosisce, e ne nasce un diverbio davanti a Sempronio, che non comprende il nervosismo delle figlie.
Quando riappare Giustina, Sempronio la riprende perché non ha ancora tolto la stuoia. È stufo, le dice, di doversi recare egli stesso a mezzanotte a coprire i fiori e poi scoprirli al mattino. Le parole di Sempronio svelano l'equivoco: il presunto corteggiatore non era altri che Sempronio intento a stendere la stuoia.